# Bjørn Bjørnson
Bjørn Bjørnson (15 de noviembre de 1859-14 de mayo de 1942) fue un actor, dramaturgo y director teatral de nacionalidad noruega.

## Biografía

### Inicios
Nacido en Oslo, Noruega, era hijo del autor Bjørnstjerne Bjørnson (1832–1910) y de su esposa, la actriz Karoline Bjørnson (1835–1934). En 1876 fue admitido como estudiante en el Conservatorio Stern, dirigido por Julius Stern en Berlín, Alemania, formándose también en la Universidad de Música y Arte Dramático de Viena.

### Teatro
Debutó en Viena en 1880, haciendo un papel en un cuento de brujas. Tras ser empleado como supernumerario para el Duque Jorge II de Sajonia-Meiningen en su teatro de la corte, hizo pequeños trabajos en San Galo y en París, antes de que en 1883 trabajara cuatro meses en Hamburgo bajo la dirección del alemán Bernhardt Pollini (1838–1897). 
Fue director artístico del Christiania Theater entre 1885 y 1893, actuando también, como fue el caso de la obra escrita por su padre en 1885, Geografi og Kærlighed, en la cual encarnó al profesor Tygesen. 
En los años 1895 y 189, Bjørnson trabajó en el Teatro Dagmar, en Copenhague, Dinamarca. Fue también el primer director del Teatro nacional, trabajando en el puesto desde la inauguración en 1899 hasta 1907, y de nuevo desde 1923 a 1927.
Además de su faceta de actor y director, igualmente fue dramaturgo.

### Vida personal
Bjørnson estuvo casado entre 1886 y 1890 con Jenny Sandberg Bjørnson (1846–1914), y en 1893 se casó con la cantante de ópera noruega Gina Oselio, de la que se separó en 1909. En 1909 se casó de nuevo, en esta ocasión con Eileen Bendix, nacida Cohn (1883-1944).
Bjørn Bjørnson falleció en Oslo, Noruega, en 1942. Fue enterrado en el Cementerio Vår Frelsers, en Oslo, junto a Eileen.

## Selección de sus obras

### Obras teatrales
- Moppy og Poppy (con M. O. Hansson, 1885)
- Johanne (1898)
- Solen skinner jo (1913)
- En tørst kamel (1919)

### Libros
- Vom deutschen Wesen: Impressionen eines Stammverwandten 1914-1917 (1917)
- Mit livs historier. Fra barndommens dage (1922)
- Bjørnstjerne Bjørnson. Hjemmet og vennene. Aulestad-minner (1932)
- Bare ungdom (1934)
- Det gamle teater. Kunsten og menneskene (1937)